# برادلي أبيلو
برادلي إيرا أبيلو ( بالإنجليزية: Bradley Ira Abelow؛ مواليد 9 يونيو 1958) هو رجل أعمال وقائد سياسي أمريكي كان يشغل سابقًا منصب رئيس أركان حاكم ولاية نيو جيرسي في حكومة حاكم جون كورزاين. قبل انضمامه إلي حكومة الحاكم كورزاين بصفته وزير للخزانة، كان أحد كبار المسؤولين التنفيذيين في شركة وول ستريت التابعة لبنك غولدمان ساكس. بعد العمل في الحكومة تحت إدارة كورزاين، شغل منصب الرئيس التنفيذي للعمليات العالمية في شركة إم إف جلوبال، حيث انضم إلى الشركة في 13 سبتمبر 2010.

## مسيرته المهنية في وول ستريت
شغل مناصب تنفيذية عدة في بنك غولدمان ساكس لمدة 15 عامًا، حيث عمل مع حاكم كورزين، الرئيس التنفيذي السابق للبنك الاستثماري. قاد أبيلو العمليات العالمية لشركة وول ستريت التابعة للبنك وفي مرحلة ما كان يدير مكتبها في هونغ كونغ. خلال فترة عمله في غولدمان ساكس، شغل أبيلو منصب عضو في مجلس إدارة مؤسسة الودائع والتسوية والتخليص.

## أمين خزانة ولاية نيوجيرسي
سبق لأبيلو أن شغل منصب أمين خزانة ولاية نيو جيرسي بأمر من حاكم ولاية نيو جيرسي، جون كورزاين، وتولى المنصب في 23 يناير 2006. في دوره كأمين خزانة، قام أبيلو بالإشراف على وزارة الخزانة في نيو جيرسي، ونحو 4000 موظف في أحد عشر قسمًا ومكتبًا يقومون بثلاث وظائف رئيسية: تحصيل الإيرادات وعائدتها، إدارة الأصول، وخدمات الدعم على مستوى الولاية.

## رئيس أركان الحاكم
في 1 سبتمبر 2007، عيّن كورزاين أبيلو ليشغل منصب رئيس أركانه، خلفًا لتوماس شيا. في 1 ديسمبر 2008، خلفت ليزا بي جاكسون، التي كانت تشغل منصب المفوض لدى وزارة البيئة بولاية نيو جيرسي، أبيلو في منصب رئيس الأركان.

## الروابط الخارجية
- نيوجيرسي وزارة الخزانة الموقع الرسمي للدولة
  - سيرة شخصية
- مشروع التصويت الذكي - الملف الشخصي لبرادلي أبيلو (نيو جيرسي).